# Ekonomiåret 2002

## Händelser

### Januari
- 1 januari – Eurosedlar och -mynt introduceras i 12 EU-länder.[1]
- 3 januari – Italiens första vardag som Euroanvändande land leder till kaos i bankerna, och pengarna tar slut i affärerna. Enbart 3 % av inköpen görs i Euro, jämfört med cirka 50 % i Frankrike, och ett europeiskt genomsnitt på 20 %. Polisen måste kallas in i Rom och Neapel sedan kunder och butikspersonal rykt ihop.[1]
- 7 januari – Argentinas peso devalveras med nästan 30 %, och alla lån på upp till 100 000 amerikanska dollar blir till peso, och det blir tillåtet att ta ut högst 1 000 amerikanska dollar i månaden. Alla avbetalningar ställs in till februari, då förhandlingarna om utlandsskulden börjar.[1]
- 9 januari – Enronskandalen börjar.
- 11 januari – Amerikanska energiföretaget Enrons konkurs utvecklas till skandal. Innan krisen blev känt sålde bolagets toppchefer aktier för cirka en miljard Mall:I vilket lands valuta, och det avslöjas att Vita huset informerades utan åtgärder för att skydda aktieägarna och de anställdas pensioner. År 2000 bidrog bolaget med motsvarande drygt fem miljoner SEK till George W. Bushs valkampanj, och bolagets styrelseordförande Kenneth Lay är vän med George W. Bush.[1]
- 12 januari – Ledningen för Casino Cosmopol i Malmö meddelar att sedan man öppnade i december 2001 har besökarantalet överträffat förväntningarna. I genomsnitt har 1 000 personer, 600 fler än väntat, betalat inträde och satsade pengar vid kasinots spelbord.[1]
- 18 januari – Skanska döms att betala en företagsbot på tre miljoner kronor i samband med byggskandalen i Hallandsåstunneln.
- 31 januari – NCC erkänner att man under åren 1999-2000 deltagit i en asfaltskartell med andra storbolag i den svenska byggbranschen. Tio chefer har avskedats, och företaget lovar att gå till botten med frågan. Övriga byggbolag tiger.[1]

### Februari
- 13 februari – I Sverige kräver verkstadskoncernen ABB:s styrelse att Percy Barnevik och Göran Lindahl betalar tillbaka en del av sina pensionspengar. Enligt styrelseordförande gick inte allt rätt till vid godkännandeproceduren.[1]
- 19 februari – Tillväxten i Öresundsregionen fortsätter att öka, och statsvetaren Sven-Eric Söder från Sveriges utrikesdepartement hävdar att den dansk-svenska integrationen håller på att lyckas.[1]
- 23 februari – I Argentina är pengarna slut, och de statsanställdas löner kan inte längre betalas ut. Det meddelar president  Eduardo Duhalde. Nationella förhandlingar med IMF har ännu inte påbörjats.[1]
- 27 februari – I Tyskland sjönk BNP med 0,3 % enligt fjolårets fjärde kvartal, och därmed befinner sig Tyskland i en recession.[1]

### Mars
- 3 mars - Tyska lågpriskedjan Lidl planerar att öppna ett 60-tal butiker i Sverige.[1]
- 4 mars - Sedan börsbubblan i Sverige sprack den 6 mars år 2000 har 2 067 miljarder SEK på Stockholmsbörsen gått upp i rök. Ericsson står för två tredjedelar av raset, då företagets börsvärde sjunkit med 1 790 miljarder SEK.[1]
- 6 mars - USA inför stålindustritullar.[1]
- 10 mars - ABB har kommit överens med Percy Barnevik och Göran Lindahl. Drygt hälften av de kritiserade pensionerna, sammanlagt 639 miljoner SEk, skall betalas tillbaks.[1]

### April
- 1 april – Varuhuskedjan Wal-Mart har enligt tidskriften Fortune blivit USA:s största företag. Framgången bekräftar servicesektorns växande betydelse för USA:s ekonomi gentemot tillverkningsindustrin. Kedjan bedriver cirka 3 250 varuhus inuti USA, och 1 700 utanför. Föregående år toppade oljebolaget Exxon och året före detta var det biltillverkaren General Motors som låg etta.[1]
- 5 april – Anders Igel, som ledde nedskärningarna på Ericsson vid 1990-talets slut och numera ledamot i Telia:s styrelse, utses till ny VD för Telia.[1]
- 11 april – I Sverige friar en oenig hovrätt de två tidigare dömda personerna i Trustorhärvan. Thomas Jisander och Peter Mattson. Rätten bekräftar att brott begicks när Trustor köptes 1997 för pengar ur den egna kassan, men att åklagarens bevis inte är tillräckligt för fällande dom.[1]
- 17 april – Flygbolaget SAS lägger ned flygningarna på 13 destinationer, fem av dem i Sverige, då man skalls para två miljarder SEK och neddragningsprogrammet är det största i företagets historia.[1]
- 22 april – Ericsson rapporterar nya mångmiljardförluster, och aviserar nyemission om 30 miljarder SEK, aktien rasar med 24 % till 27:30 på Stockholmsbörsen, ett av de större fallen bland "tungviktare" i modern tyd. Rapporten tynger den svenska kronan, och konjunkturbedömare menar att Sveriges största företag går så dåligt att det sänker hela Sveriges tillväxt. Ericsson står ensamt för en tiondel av Sveriges export.[1]

### Maj
- 8 maj – I Sverige hotas verkstadsindustrin att gå samma öde som textilindustrin tillmötes, det vill säga på väg att utplånas. Det menar Latours VD Göran Wirenstam.[1]

### Juni
- 3 juni – I Sverige innebar Ericssons massuppsägningar till att maj blev en av Sveriges värsta varselmånader sedan det tidiga 1990-talets krisår. Totalt varslades 8 900 personer.[1]
- 7 juni – I Sverige uppgick öppna arbetslösheten till 3,5 %, lägsta siffran på tio år. Sveriges riksbanks chef Urban Bäckström varnar för att inflationsmålet på 2 % kan bli svårt att upprätthålla om lönerna stiger för mycket.[1]
- 10 juni – Allt färre bolag i Sverige vill börsnoteras efter årets kraftiga kursras. Antalet börskandidater hos Värdepapperscentralen rasar.[1]
- 13 juni – I Sverige utser Riksbanksfullmäktige Lars Heikensten till ny chef för Sveriges riksbank från 1 januari 2003.[1]
- 14 juni – I Sverige visar en ny rapport att avregleringarna på svenska marknader oftast varit positiva, priser och kostnader har sjunkit med 5-10 %. Intäkterna från turismen föregående år var lika stora som intäkterna från personbilsexporten.[1]
- 24 juni – Den ekonomiska krisen i Argentina hotar att sprida sig i Sydamerika. Investerare flyr, och i Brasilien har valutan rasat till rekordlåga nivåer sedan vänsterinriktade Luiz Inácio Lula da Silva delat blivit den populäraste presidentkandidaten. I Uruguay måste centralbanken ge upp sin två decennier gamla fastkurspolitik mot den amerikanska dollarn.[1]

### Juli
- 4 juli - Sista skiftet på Continental AG:s däckfabriken i Gislaved genomförs.[1]
- 22 juli – Amerikanska telekomföretaget Worldcom, som omsätter motsvarande cirka 350 miljarder SEK, ställer in betalningarna.[1]
- 23 juli – Den starka norska kronan får alltfler norrmän att köpa hus i Sverige, i Bohuslän och Dalsland. I Strömstad såldes 40 % av fastigheterna till norrmän, i Dals-Ed 53 %. Samtidigt minskar svenskarnas besök i Norge. 1996 gjordes drygt en miljon besök, 2001 blott 594 000. Antalet svenska besök till Danmark och Finland är oförändrat.[1]
- 25 juli – Amerikanska telekomföretaget Qwest erkänner sitt användandet av otillåtna redovisningsmetoder, och skall nu komma med nya siffror för åren 2000 och 2001. Vinsten har under tre år blåsts upp med motsvarande cirka 11 miljarder SEK.[1]
- 30 juli - Nedmonteringen av toppbalken på Kockumskranen i Malmö påbörjas.[1]

### Augusti
- 1 augusti - I Sverige registrerades under juli 17 410 personbilar, en ökning med 17,2 % jämfört med samma månad föregående år. Hittills under året har 147 276 bilar registrerats, en ökning med 1,6 & mot föregående år. Nyregistreringen av tunga bussar och lastbilar steg med 71 respektive 13 % under juli.[1]
- 2 augusti - Brasilien och Uruguay lider av valutakris. Uruguays peso har försvagas med 40 & sedan juni, medan Brasiliens real tappat 50 & inom tre dagar. Efter en fyra timmar lång generalstrejk, där matpriserna mer än fördubblats, drar plundrare fram.[1]

### September
- 23 september – En europeisk studie visar att svinnet i svenska banker under 2001 uppgick till 5 miljarder SEK, eller 1,37 % av den totala omsättningen. Snittet är något lägre än det europeiska på 1,42 %, en ökning på 5 % jämfört med året innan. Mest problem med snatteri och personalstölder har klädbutiker, gör det själv-varuhus samt elektronikbutiker och varuhus. Större affärer utsätts mer än mindre, där ägaren är känd.[1]
- 26 september – David Myers, tidigare ekonomichef i konkurshotade telekomjätten Worldcom, erkänner delaktighet i redovisningsfusket som blåste upp bolagets resultat med fem miljarder amerikanska dollar under 18 månaders tid. Grundaren Bernard Ebbers misstänks som hjärnan bakom bedrägerierna.[1]

### Oktober
- 2 oktober – Återhämtningen i den internationella industrikonjunkturen har avbrutits enligt Global ICL.[2]
- 3 oktober – Stockholmsbörsen når nytt årslägsta, -4,4 % efter ett fall på -1,3 %, lägsta resultatet sedan sent 1996.[2]
- 7 oktober – I veckan har närmare 4 000 personer i Sverige varslats om uppsägning, vilket visar en ökande trend Totalt står 294 467 personer utanför arbetsmarknaden, 6 000 fler än för ett år sedan.[2]
- 22 oktober – Verkstadskoncernen ABB vinstvarnar och meddelar att man överväger att konkursskydda det amerikanska dotterbolaget Combustion Engineering, som hotas av asbestskadestånd. Aktiekursen faller från 33 till 13:10 SEK, en minskning med 60 % som kostar drygt en miljard SEK för Investor som äger 5 % av bolaget. [2]

### November
- 11 november – Amerikanska dollarn sjunker till 8.99 SEK, och Euron dagsnoteras till 9.08.[2]
- 13 november – EU-domstolen beslutar att utländska spelvinster inte skall beskattas i Sverige utan i spelbolagets hemland.[2]
- 21 november – OECD-rapport pekar på ekonomisk uppgång för Sverige. IT- och telekommunikationbranschens svårspådda framtid kan påverka prognosen, vilken talar om 2.5 respektive 2,8 % tillväxt de kommande två åren.[2]
- 27 november – SAAB varslar 1 300 personer, främst i Trollhättan men också Göteborg och Södertälje, om uppsägning vilket ses som nödvändig räddningsåtgärd.[2]

### December
- 2 december – Sveriges tidigare näringsminister Björn Rosengren blir rådgivare åt Stenbecksfären på områden som Tele 2, MTG och Metro International.[2]
- 4 december – SJ AB har efter kontrollbalans visat sig vara konkursmässigt, trots rekordhögt tågresande, och Sveriges handelsminister Leif Pagrotsky kallar till presskonferens. Eget kapital samt ytterligare 100 miljoner SEK har förbrukas, och den tidigare medlemmen beskylls för misskötsel.[2]
- 20 december – Finanskoncernen Skandia säljer sin amerikanska verksamhet American Skandia för 10,7 miljarder SEK. Aktiekursen stiger.[2]
- 23 december - Nestlé efterskänker svältdrabbade Etiopiens skuld på sex miljarder dollar för en fabrik som exproprierades under 1970-talet, sedan demonstrationer utanför företagets huvudkontor i Schweiz hållits i dagarna fem.[2]
- 27 december - I Sverige har för andra året i rad antalet ärenden hos Ekobrottsmyndigheten ökat (+ 17 %), vilket förklaras med skatterazzior och lågkonjunktur.[2]

## Bildade företag
- 26 februari - Telia Sonera, nordisk teleoperatör, bildas då svenska Telia köper finländska Sonera.[1]

## Uppköp
- Svenska läkemedelsföretaget Pharmacia köps upp av amerikanska Pfizer.
- Svenska livsmedelsföretaget Samfood & Co köps upp av finländska Atria.

## Konkurser
- 8 april - Kirch Media, tysk mediagrupp.[1]

- Arrow Dynamics, amerikansk tillverkare av berg- och dalbanor.
- Flender-Werke, tyskt varv.
- Simson, tysk moped- och vapentillverkare.

## Priser och utmärkelser
- Sveriges Riksbanks pris i ekonomisk vetenskap till Alfred Nobels minne – Daniel Kahneman och Vernon L. Smith
- 24 december - Mössa är årets julklapp i Sverige, i vissa sammanhang nämns även digitalkamera.

## Avlidna
- 11 mars – James Tobin, 84, amerikansk ekonom och Nobelpristagare.
- 19 augusti – Jan Stenbeck, 59, svensk finansman.[1]

### Fotnoter
1. 1 2 3 4 5 6 7 8 9 10 11 12 13 14 15 16 17 18 19 20 21 22 23 24 25 26 27 28 29 30 31 32 33 34 35 36 37 38   När Var Hur 2003. DN
2. 1 2 3 4 5 6 7 8 9 10 11 12 13   När Var Hur 2004. DN